# Hardter Straße 529 (Mönchengladbach)

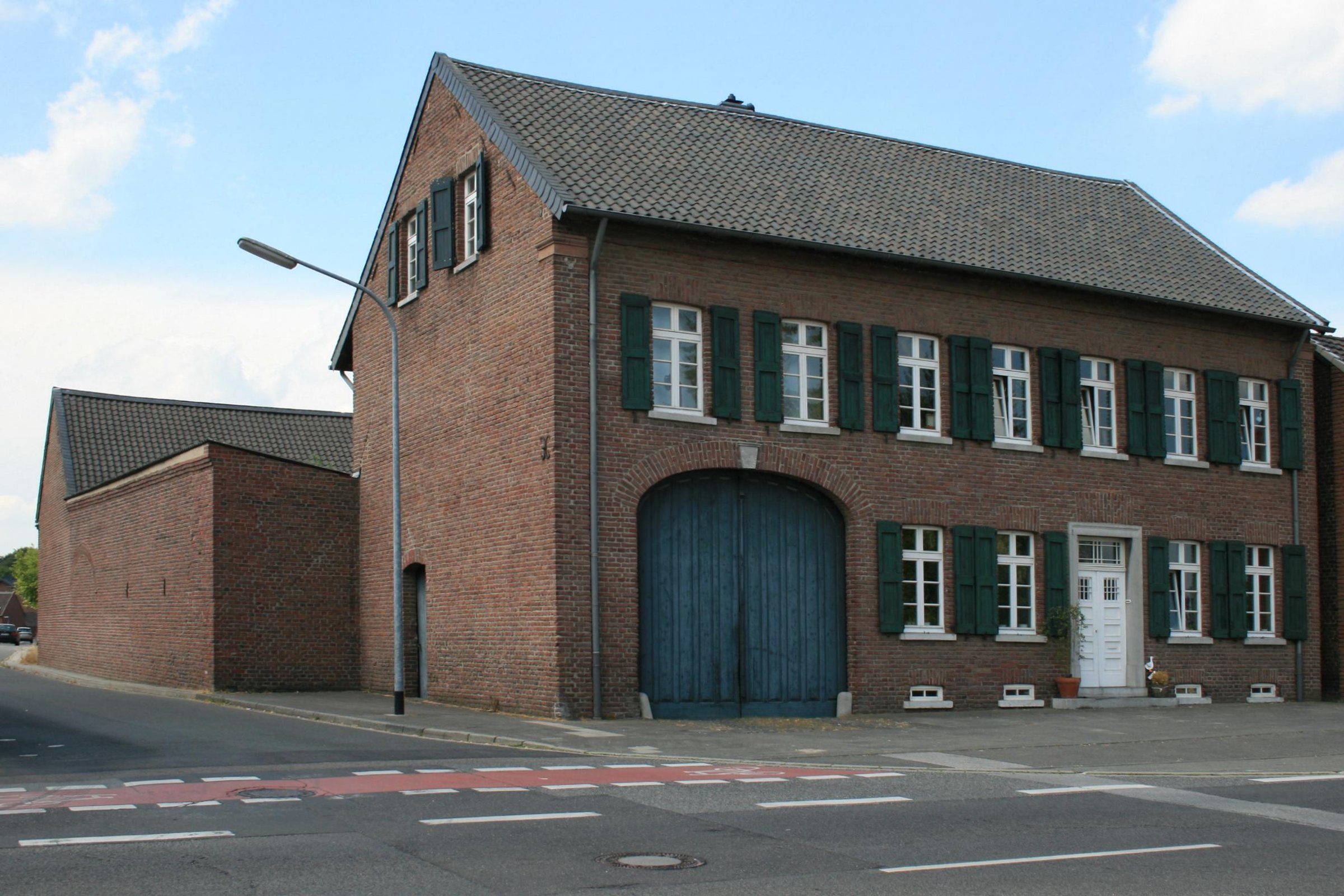
Backstein-Hofanlage (2010)

Die Hofanlage Hardter Straße 529 steht im Stadtteil Koch in Mönchengladbach (Nordrhein-Westfalen).
Das Gebäude wurde um 1896 erbaut. Es wurde unter Nr. H 104  am 7. September 1988 in die Denkmalliste der Stadt Mönchengladbach eingetragen.

## Lage
Das Objekt liegt an der Hardter Straße in Koch unmittelbar nördlich der Abzweigung Koch.

## Architektur
Es handelt sich um eine vierseitig geschlossene Backsteinhofanlage, bestehend aus dem Wohnhaus und ehemaligen Wirtschaftsbauten wie z. B. Stallungen, Scheune und Remise.
Wohnhaus: An der Hardter Straße steht das traufständige, zweigeschossige und siebenachsige Wohnhaus unter Satteldach. In den beiden linken (südlichen) Achsen eine korbbogige Toreinfahrt, flankiert von zwei Radabweisern und geschlossen von einem doppelflügeligen Holztor. Im Scheitel ein Schlussstein mit der inschriftlichen Datierung 1869.
Die Einfahrt wird im Obergeschoss von einem Wohnraum mit zwei Fenstern überbaut. Daran nach Norden folgen die weiteren fünf Achsen des Wohnhauses mit dem mittelaxial angeordneten, von einem Blausteingewände eingefassten Hauszugang. An der Straße „Koch“ ist eine nachträglich vermauerte Durchfahrt in den Innenhof abzulesen.
Auf der Nordseite steht die ehemalige Stallung. Sie überdeckt die vier nördlichen Achsen des Wohnhauses, schließt aber durch die Anordnung eines schmalen Laufganges nicht direkt an die Rückfassade des Wohngebäudes an. Der Stall ist im Erdgeschoss durch kleine Halbrundfenster und einen breiten, von einem Schiebetor geschlossenen Zugang geprägt. Sein Obergeschoss diente der Lagerung von Heu und Stroh, wie auch noch an dem mittig angeordneten Dachhaus zu erkennen ist.
Die Hebevorrichtung zum Einlagern des Bergegutes ist nicht mehr erhalten. Nach Westen schließt dieser Baukörper durch eine zum Hof breit geöffnete, überdachte Remise ab. Nach Westen schließt den Hof eine große Backsteinscheune unter Satteldach ab. Ein weiter Dachüberstand schützt den unmittelbar vorgelagerten Bereich des Innenhofes. Über ein zweiflügeliges großes Tor mit rundem Abschluss ist sie an den Innenhof angebunden. Die in ihrer Westfassade angeordnete und nach außen führende zweite Öffnung wurde nachträglich eingebrochen. Sie wird durch ein Schiebetor verschlossen.